# Ipomoea chiriquensis
Ipomoea chiriquensis ist eine Pflanzenart aus der Gattung der Prunkwinden (Ipomoea) aus der Familie der Windengewächse (Convolvulaceae). Die Art ist in Amerika verbreitet.

## Beschreibung
Ipomoea chiriquensis ist eine krautige, unbehaarte Kletterpflanze. Die Blattspreiten sind eiförmig-herzförmig, 10 bis 19 cm lang, häutig, an der Basis herzförmig und nach vorn zugespitzt.
Die Blütenstände sind Zymen aus zwei bis sechs Blüten. Die Kelchblätter sind ungleich gestaltet, die äußeren sind langgestreckt-lanzettlich, 6 bis 7 mm lang und zugespitzt; die inneren sind oval bis breit eiförmig, 12 bis 14 mm lang und kurz stachelspitzig. Die Krone ist weiß gefärbt und 5 cm lang, der Kronsaum ist 8 cm breit.

## Verbreitung
Die Art ist nur aus wenigen Aufsammlungen aus Panama bekannt.

## Systematik
Innerhalb der Gattung der Prunkwinden (Ipomoea) ist die Art in die Sektion Tricolor in der Untergattung Quamoclit eingeordnet.

## Belege